# Вильгельм I (маркграф Мейсена)
Вильгельм I Одноглазый (нем. Wilhelm I der Einäugige; 19 декабря 1343 — 9 февраля 1407) — маркграф Мейсена, сын Фридриха II Серьёзного и Мехтильды (Матильды) Верхнебаварской. Согласно легенде, прозвище Одноглазый получил после того, как из-за его споров с церковью, к нему ночью явился святой Бенно Мейссенский и выколол ему глаз.

## Биография
Вильгельм родился в браке Фридриха II Серьёзного и Мехтильды (Матильды) Верхнебаварской. В 1349 году вместе с братьями Бальтазаром и Фридрихом III Строгим начал управлять Маркграфством Мейсен и Тюрингией. После смерти брата Фридриха Вильгельм и Балтазар разделили владения, согласно так называемому Хемницкому разделу, по которому Вильгельм получил Маркграфство Мейсен, а Балтазар — Тюрингию.

## Брак и дети
Вильгельм был дважды женат. Первая жена — Елизавета Моравская (дочь Иоганна Генриха) — умерла в 1400 году, после чего Вильгельм женился на Анне Брауншвейгской (дочери Оттона I). В обоих браках детей не было.